# حيمرون واليشياني
حيمرون واليشياني (الاسم العلمي:Erythrochiton wallichianus) هو نوع غير مؤكد من النباتات يتبع جنس الحيمرون من الفصيلة السذابية.